# Гринцане Кавур
Гринца̀не Каву̀р (на италиански: Grinzane Cavour, до 1916 г. само Grinzane, Гринцане, на пиемонтски: Grinsane, Гринсане) е село и община в Северна Италия, провинция Кунео, регион Пиемонт. Разположено е на 195 m надморска височина. Населението на общината е 1928 души (към 2010 г.).
От 1831 до 1849 г. кмет на общината Гринцане Кавур е бъдещия пръв министър-председател на Кралство Италия, Камило Бенсо граф Кавур.